# Maud Fontenoy

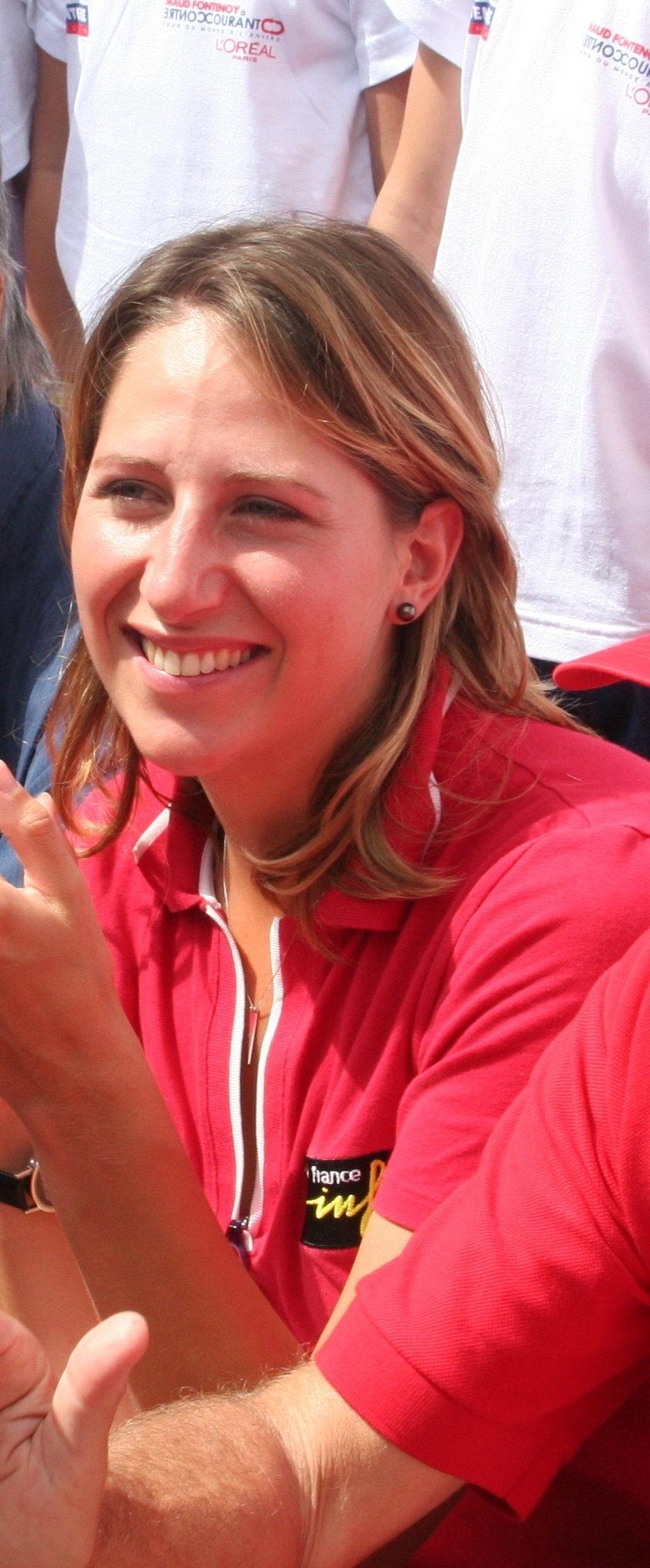
Maud Fontenoy (2006)

Maud Fontenoy (* 7. September 1977 in Meaux, Frankreich) ist eine französische Wassersportlerin.

## Leben
Sie ist besonders für ihre Ozeanfahrten im Ruderboot bekannt: Jeweils als erste Frau überquerte sie den Atlantischen Ozean vom 13. Juni (Saint-Pierre und Miquelon vor dem kanadischen Neufundland) bis zum 10. Oktober 2003 (A Coruña in Spanien) und etwa die Hälfte des Pazifischen Ozeans vom 12. Januar (Callao in Peru) bis zum 26. März 2005 (Hiva Oa, eine der Marquesas-Inseln in Französisch-Polynesien).
In der Zeit vom 15. Oktober 2006 bis zum 14. März 2007 umrundete Fontenoy von Réunion aus als Einhandseglerin in ihrem Segelboot L'Oréal Paris (ex Adrien des Seglers Jean-Luc Van Den Heede) die Antarktis. Dabei wählte sie die schwerere Richtung gegen die vorherrschenden Winde und legte eine Strecke von rund 16.700 km (9.000 Seemeilen) zurück. Die Segelstrecke wurde nicht als offizielle Weltumsegelung anerkannt. Das wurde durch den Newsletter Nr. 128 des World Speed Sailing Records Council bestätigt, in dem es hieß: „Die WSSR-Regel für Weltumsegelungen – Regel 26a – verlangt als minimale orthodromische Streckendistanz des Bootes  mindestens 21.600 Seemeilen [ca. 40.000 km] (die Distanz eines Großkreises).“

## Werke
- Maud Fontenoy: Der Atlantik und Ich. 3600 Seemeilen im Ruderboot. Frederking und Thaler, München 2005, ISBN 978-3-89405-252-2.
- Maud Fontenoy: Gegen alle Winde. Im Einhandsegelboot um die Welt. Frederking und Thaler, München 2008, ISBN 978-3-89405-849-4.
- Maud Fontenoy: Eine Frau, ein Boot und der Pazifik. 7000 Kilometer von Peru nach Tahiti in 73 Tagen. Frederking und Thaler, München 2006, ISBN 978-3-89405-280-5.